# Canóvanas
Canóvanas ist eine der 78 Gemeinden von Puerto Rico.
Sie gehört zur Metropolregion von San Juan. Sie hatte 2019 eine Einwohnerzahl von 44.679 Personen.

## Geschichte
Das Gebiet des heutigen Canóvanas gehörte zur Taíno-Region Cayniabón, die sich von der Nordostküste Puerto Ricos bis in die zentrale Region der Insel erstreckte. Die Region wurde von dem Häuptling Canobaná, von dem sich der eigentliche Name ableitet, in der südlichen Hälfte und der weiblichen Anführerin Loaiza im Norden (Küstenabschnitt) geführt. Während der spanischen Kolonisation wurde die Region Canóvanas an Miguel Díaz vergeben, der das Taíno-Land in eine Ranch verwandelte. Es wird gesagt, dass Canóbana, zusammen mit Loaiza, Unterstützer des spanischen Regimes waren und sich nicht dem Taíno-Aufstand von 1511 anschlossen.
Canóvanas war über 400 Jahre lang ein Barrio oder eine Unterabteilung von Loíza. Im Jahr 1902 verabschiedete die Gesetzgebende Versammlung von Puerto Rico ein Gesetz zur Konsolidierung bestimmter Gemeinden. Infolgedessen wurden sowohl Canóvanas als auch Loíza in die Stadt Río Grande eingemeindet. Im Jahr 1905 hob jedoch ein neues Gesetz das vorherige auf und machte Canóvanas wieder zum Barrio von Loíza.
Im Jahr 1909 wurde die Gemeindeverwaltung von Loíza in das Barrio Canóvanas verlegt, das stärker entwickelt war als Loíza. Auch der Bau der PR-3 erleichterte die Kommunikation mit Canóvanas. Als Ergebnis der Verlegung wurde Land erworben, um ein neues Rathaus, einen Stadtplatz, einen Schlachthof und einen Friedhof zu bauen. Ein 8,1 Hektar großes Grundstück wurde von Luis Hernaiz Veronne, einem Senator des Rathauses und örtlichen Landwirt, erworben. Die Lage des Grundstücks war strategisch günstig, um den Verkehr von der PR-3 und von anderen nahe gelegenen Straßen wie der PR-185 abzufangen.
Die Verlegung wurde jedoch von den Bewohnern der ursprünglichen Stadt Loíza, die in "Loiza Aldea" umbenannt wurde, nicht gut aufgenommen. Erst am 30. Juni 1969 wurde ein Gesetz verabschiedet, das beide Städte als "deutlich unterschiedliche Bevölkerungskerne" anerkannte und die Gründung zweier getrennter Gemeinden empfahl. Die Änderung wurde 1970 von Gouverneur Luis A. Ferré genehmigt.
Wie andere Städte in der Umgebung hat die Nähe von Canóvanas zur Hauptstadt San Juan eine außergewöhnliche städtische und kommerzielle Entwicklung in der Region ermöglicht.

## Gliederung
Die Gemeinde ist in 6 Barrios aufgeteilt:
1. Canóvanas
2. Canóvanas barrio-pueblo
3. Cubuy
4. Hato Puerco
5. Lomas
6. Torrecilla Alta

## Wirtschaft
In der Vergangenheit war Juana Díaz ein großer Produzent von Zuckerrohr. Heute gibt es mehrere Einkaufszentren und einen Walmart.